# John Addison (1920-1998)
Mervyn John Addison (Surrey, 16 de marzo de 1920 - Bennington, 7 de diciembre de 1998) fue un compositor británico conocido por sus partituras cinematográficas.
Addison nació en el pueblo de Chobham (Surrey). Su padre era coronel en el ejército británico, y esto influyó en la decisión de enviarlo al Wellington College (en Berkshire). Sin embargo, a la edad de dieciséis años ingresó en el Royal College of Music, donde estudió composición con Gordon Jacob, oboe con Léon Goossens, y clarinete con Frederick Thurston.
Tres años después (en 1939) su educación se vio interrumpida porque fue reclutado para ir a la guerra en Europa, en el marco de la Segunda Guerra Mundial. Addison sirvió en el regimiento 23.º de húsares, del Cuerpo Británico XXX. Fue oficial de tanques en la batalla de Normandía y fue herido en Caen (Baja Normandía). Más tarde participó en la operación Market Garden. Al final de la guerra, regresó a Londres para enseñar composición en el Royal College of Music.
Addison es conocido por sus partituras cinematográficas. Ganó un premio Óscar y un premio Grammy a la mejor banda sonora original de una película o un programa de televisión, por su música para la película Tom Jones, de 1963.
También ganó un premio Bafta por la música de la película A Bridge Too Far (Un puente lejano, 1977).
Sus bandas sonoras incluyen:
- That Lady (La princesa de Éboli, 1955)
- A Taste of Honey (1961)
- La chica de los ojos verdes (1964)
- Smashing Time (1967)
- Mujeres en Venecia (1967)[3]
- Sleuth (La huella, 1972)
- Swashbuckler (Espadachín, 1976) y
- La serie de televisión Centennial (1978).

Compuso el tema musical de la serie de televisión Murder, She Wrote, por la que ganó un premio Emmy. Addison también será recordado como el compositor al que recurrió el cineasta Alfred Hitchcock cuando puso fin a su larga relación con el compositor Bernard Herrmann, y le hizo componer la música para su película Torn Curtain (1966).
Tenía una conexión personal con la película Reach for the Sky (1956), a la que le puso música, ya que el personaje central de la película, el piloto británico Douglas Bader (1910-1982) era el esposo de su hermana Thelma Addison Edwards. (Addison tenía al menos otra hermana, llamada Jill Addison).
Para el teatro, Addison escribió la música de The Entertainer (1957), de John Osborne y
Lutero (1961).
Colaboró con John Cranko en Cranks (bielas), en 1956.
Aunque escribió numerosas composiciones clásicas, Addison decía: «Si descubres que eres bueno en algo ―y yo lo era como compositor de cine―, es estúpido hacer otra cosa».
Sus obras clásicas incluyen un concierto para trompeta, descrito por The Times como «buoyant» (‘optimista’) y «gershwinesca»,
un trío para oboe, clarinete y fagot,
Carte Blanche, un ballet para los pozos de Sadler's Wells, del que la suite orquestal ―«de sofisticado buen humor»― se estrenó en los Proms,
un septeto para vientos y arpa,
un concertante para oboe, clarinete, trompa y orquesta; y
una partita para cuerdas, que fue elogiada calurosamente.
Marlene Dietrich grabó «If he swing by the string» y «Such trying times» de la música de la película Tom Jones (1963).
En 1994, Addison donó su colección de partituras, correspondencia y grabaciones de estudio al Archivo de Música de Cine en la Universidad Brigham Young.
Le sobrevivieron su esposa Pamela, sus dos hijos varones Jonathan y Daniel, su hija Lucinda, su hijastro Birchenough Rex, y su hijastra Sandra Stapleton.

## Premios y distinciones
Premios Óscar
| Año  | Categoría                   | Película  | Resultado |
| ---- | --------------------------- | --------- | --------- |
| 1964 | Mejor banda sonora original | Tom Jones | Ganador   |
| 1973 | Mejor banda sonora original | La huella | Nominado  |